# 新潟県道185号春日山城直江津線
新潟県道185号春日山城直江津線（にいがたけんどう185ごう かすがやまじょうなおえつせん）は、新潟県上越市内を通る一般県道。

## 概要
- 陸上距離：
- 起点：新潟県上越市大字大豆字愛宕谷（春日山神社駐車場＝県道180号終点）
- 終点：新潟県上越市五智2丁目（＝県道468号交点）

## 通過する自治体
- 新潟県
  - 上越市

## 重複区間
- 上越市
  - 新潟県道180号春日山停車場春日山城線（春日山神社駐車場 - 大豆1丁目地内）

## 主な接続路線
- 上越市
  - 新潟県道180号春日山停車場春日山城線（春日山神社駐車場 - 大豆1丁目地内）
  - 国道8号（国府交差点）
  - 新潟県道468号大潟上越線（五智2丁目地内＝浜善光寺入口交差点）